# Bouessay
Bouessay és un municipi francès situat al departament de Mayenne i a la regió de País del Loira. L'any 2007 tenia 770 habitants.

## Demografia

### Població
El 2007 la població de fet de Bouessay era de 770 persones. Hi havia 259 famílies de les quals 33 eren unipersonals (8 homes vivint sols i 25 dones vivint soles), 88 parelles sense fills, 134 parelles amb fills i 4 famílies monoparentals amb fills.
La població ha evolucionat segons el següent gràfic:
Habitants censats

### Habitatges
El 2007 hi havia 290 habitatges, 264 eren l'habitatge principal de la família, 3 eren segones residències i 23 estaven desocupats. 286 eren cases i 4 eren apartaments. Dels 264 habitatges principals, 205 estaven ocupats pels seus propietaris, 56 estaven llogats i ocupats pels llogaters i 3 estaven cedits a títol gratuït; 5 tenien dues cambres, 27 en tenien tres, 81 en tenien quatre i 150 en tenien cinc o més. 215 habitatges disposaven pel capbaix d'una plaça de pàrquing. A 86 habitatges hi havia un automòbil i a 161 n'hi havia dos o més.

### Piràmide de població
La piràmide de població per edats i sexe el 2009 era:
| Homes | Edats   | Dones |
| ----- | ------- | ----- |
| 0     | 95 o +  | 0     |
| 0     | 90 a 94 | 0     |
| 0     | 85 a 89 | 4     |
| 4     | 80 a 84 | 0     |
| 8     | 75 a 79 | 20    |
| 4     | 70 a 74 | 4     |
| 8     | 65 a 69 | 12    |
| 8     | 60 a 64 | 8     |
| 12    | 55 a 59 | 4     |
| 24    | 50 a 54 | 36    |
| 20    | 45 a 49 | 20    |
| 28    | 40 a 44 | 36    |
| 4     | 35 a 39 | 16    |
| 28    | 30 a 34 | 12    |
| 28    | 25 a 29 | 24    |
| 12    | 20 a 24 | 0     |
| 24    | 15 a 19 | 20    |
| 16    | 10 a 14 | 20    |
| 12    | 5 a 9   | 24    |
| 12    | 0 a 4   | 16    |

## Economia
El 2007 la població en edat de treballar era de 491 persones, 380 eren actives i 111 eren inactives. De les 380 persones actives 362 estaven ocupades (204 homes i 158 dones) i 19 estaven aturades (6 homes i 13 dones). De les 111 persones inactives 38 estaven jubilades, 35 estaven estudiant i 38 estaven classificades com a «altres inactius».

### Ingressos
El 2009 a Bouessay hi havia 267 unitats fiscals que integraven 779 persones, la mediana anual d'ingressos fiscals per persona era de 17.305 €.

### Activitats econòmiques
Dels 10 establiments que hi havia el 2007, 1 era d'una empresa alimentària, 4 d'empreses de construcció, 1 d'una empresa de comerç i reparació d'automòbils, 1 d'una empresa d'hostatgeria i restauració, 1 d'una empresa immobiliària, 1 d'una empresa de serveis i 1 d'una empresa classificada com a «altres activitats de serveis».
Dels 3 establiments de servei als particulars que hi havia el 2009, 2 eren fusteries i 1 perruqueria.
L'únic establiment comercial que hi havia el 2009 era una fleca.
L'any 2000 a Bouessay hi havia 15 explotacions agrícoles que ocupaven un total de 480 hectàrees.

## Equipaments sanitaris i escolars
El 2009 hi havia una escola elemental.

## Poblacions més properes
El següent diagrama mostra les poblacions més properes.